# Everly (Seine-et-Marne)
Everly ist eine französische Gemeinde mit 570 Einwohnern (Stand 1. Januar 2022) im Département Seine-et-Marne in der Region Île-de-France. Sie gehört zum Arrondissement Provins und zum Kanton Provins.
Die Einwohner werden Everlytois genannt.

## Geographie
An der westlichen Gemeindegrenze verläuft das Flüsschen Ruisseau des Méances.

## Geschichte
Gallo-römische Funde bezeugen eine frühe Besiedlung.
Im 12. Jahrhundert wird Everly erstmals urkundlich erwähnt. Ein Girard d’Averly wird 1154 als erster bekannter Grundherr genannt.

### Bevölkerungsentwicklung
| Jahr      | 1962 | 1968 | 1975 | 1982 | 1990 | 1999 | 2007 |
| Einwohner | 344  | 305  | 287  | 342  | 583  | 569  | 605  |

## Sehenswürdigkeiten
- Kirche Sainte-Catherine, 12. und 16. Jahrhundert

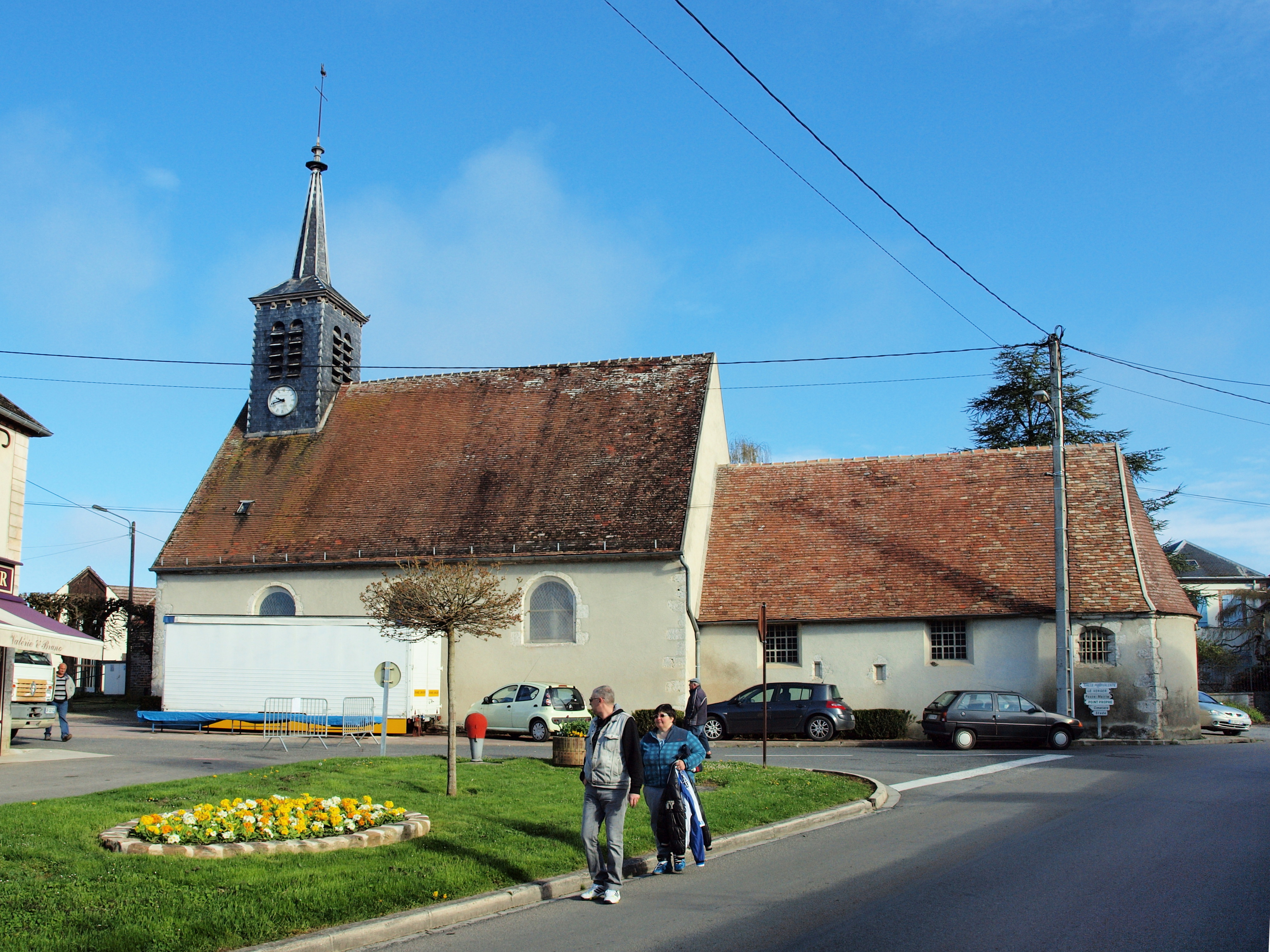
Kirche Sainte-Catherine

- Waschhaus, um 1860